# Berrie
Berrie est une commune du Centre-Ouest de la France, située dans le département de la Vienne en région Nouvelle-Aquitaine.

## Géographie
Berrie se compose d'un bourg dans lequel les principaux bâtiments sont regroupés tels que le château, la mairie, l'école privée ou la salle des fêtes. Différents hameaux constituent le reste du village comme Lavaud, Haut-Nueil, Bas-Nueil, Pouant, Mont-Forton, Savoie...

### Géologie et relief
La région de Berrie présente un paysage de plaines vallonnées plus ou moins boisées, des plaines de champs ouverts et des terres viticoles. Le terroir se compose :
- de tourbes (pour 9 %) dans les vallées et les terrasses alluviales ;
- d'argilo (pour 23 %) et de tuffeau jaune (pour 22 %) sur les collines et les dépressions sableuses des bordures du Bassin Parisien ;
- de champagnes ou aubues (pour 45 %) sur les autres collines (ce sont des sols gris clair, argilo-limoneux, sur craie et donc calcaires).

### Communes limitrophes
| Antoigné (Maine-et-Loire) | Pouançay | Saint-Léger-de-Montbrillais |
|                           | Berrie   | Les Trois-Moutiers          |
| Tourtenay (Deux-Sèvres)   | Ternay   |                             |

### Hydrographie
La commune est traversée par 9 km de cours d'eau dont les principaux sont la Dive sur une longueur de 4 km et le canal de la Dive sur une longueur de 5 km.

### Climat
Pour des articles plus généraux, voir Climat de la Nouvelle-Aquitaine et Climat de la Vienne.
Historiquement, la commune est exposée à un climat océanique du nord-ouest.  
En 2020, Météo-France publie une typologie des climats de la France métropolitaine dans laquelle la commune est dans une zone de transition entre le climat océanique et le climat océanique altéré et est dans la région climatique  Moyenne vallée de la Loire, caractérisée par une bonne insolation (1 850 h/an) et un été peu pluvieux.
Pour la période 1971-2000, la température annuelle moyenne est de 12,2 °C, avec une amplitude thermique annuelle de 15,1 °C. Le cumul annuel moyen de précipitations est de 610 mm, avec 10,6 jours de précipitations en janvier et 6,5 jours en juillet. Pour la période 1991-2020, la température moyenne annuelle observée sur la station météorologique la plus proche, située sur la commune de Loudun à 13 km à vol d'oiseau, est de 12,4 °C et le cumul annuel moyen de précipitations est de 631,5 mm,. Pour l'avenir, les paramètres climatiques de la commune estimés pour 2050 selon différents scénarios d’émission de gaz à effet de serre sont consultables sur un site dédié publié par Météo-France en novembre 2022.

## Urbanisme

### Typologie
Au 1er janvier 2024, Berrie est catégorisée commune rurale à habitat très dispersé, selon la nouvelle grille communale de densité à sept niveaux définie par l'Insee en 2022.
Elle est située hors unité urbaine et hors attraction des villes,.

### Occupation des sols
L'occupation des sols de la commune, telle qu'elle ressort de la base de données européenne d’occupation biophysique des sols Corine Land Cover (CLC), est marquée par l'importance des territoires agricoles (84,1 % en 2018), une proportion identique à celle de 1990 (84,1 %). La répartition détaillée en 2018 est la suivante : 
terres arables (50,1 %), forêts (15,9 %), zones agricoles hétérogènes (13,6 %), cultures permanentes (12,6 %), prairies (7,7 %). L'évolution de l’occupation des sols de la commune et de ses infrastructures peut être observée sur les différentes représentations cartographiques du territoire : la carte de Cassini (XVIIIe siècle), la carte d'état-major (1820-1866) et les cartes ou photos aériennes de l'IGN pour la période actuelle (1950 à aujourd'hui).

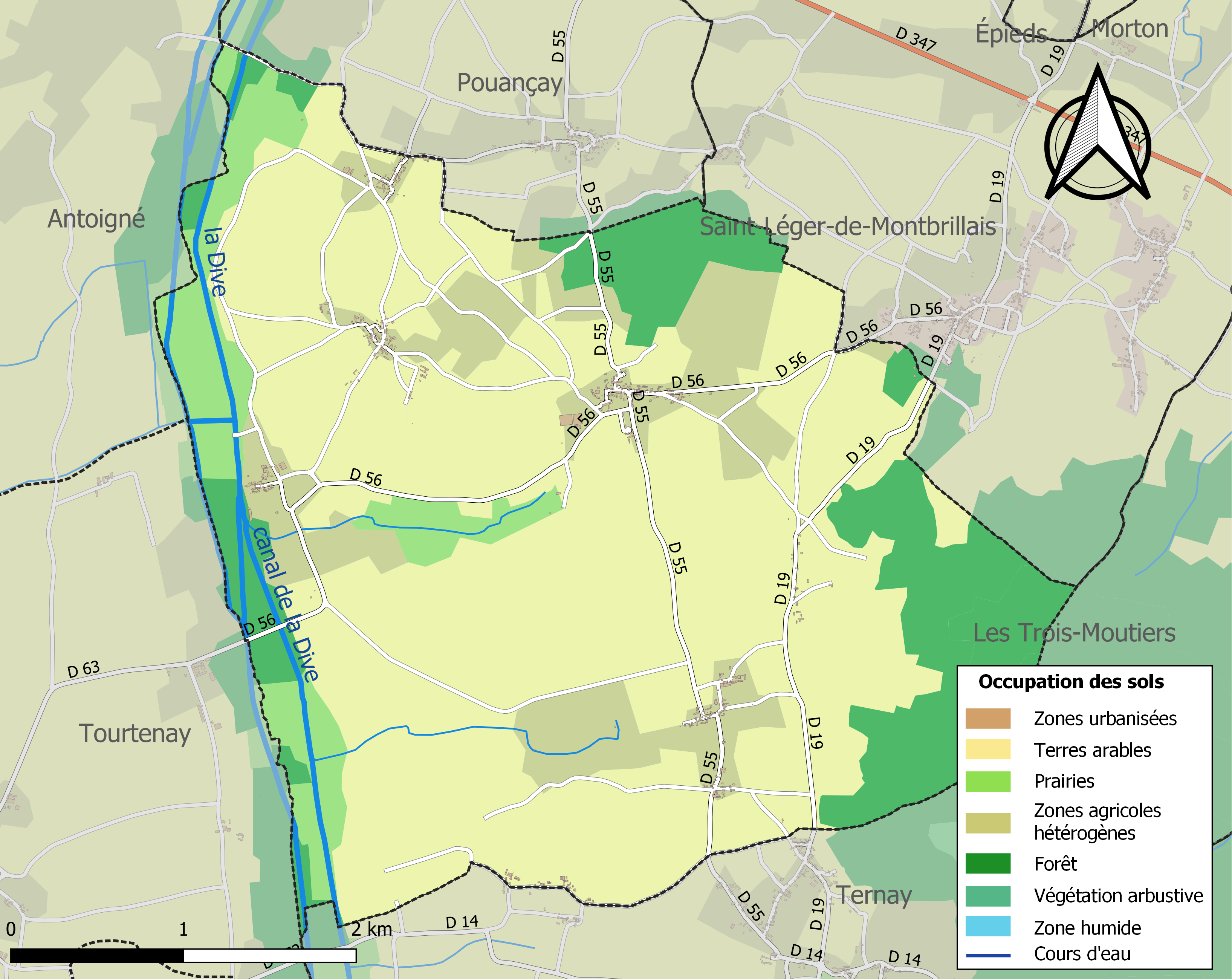
Carte des infrastructures et de l'occupation des sols de la commune en 2018 (CLC).

### Risques majeurs
Le territoire de la commune de Berrie est vulnérable à différents aléas naturels : météorologiques (tempête, orage, neige, grand froid, canicule ou sécheresse), inondations, feux de forêts, mouvements de terrains et séisme (sismicité modérée). Il est également exposé à un risque technologique,  le transport de matières dangereuses. Un site publié par le BRGM permet d'évaluer simplement et rapidement les risques d'un bien localisé soit par son adresse soit par le numéro de sa parcelle.

#### Risques naturels
Certaines parties du territoire communal sont susceptibles d’être affectées par le risque d’inondation par débordement de cours d'eau, notamment la Dive et le canal de la Dive. La commune a été reconnue en état de catastrophe naturelle au titre des dommages causés par les inondations et coulées de boue survenues en 1982, 1999 et 2010,.
Berrie est exposée au risque de feu de forêt. En 2014, le deuxième plan départemental de protection des forêts contre les incendies (PDPFCI) a été adopté pour la période 2015-2024. Les obligations légales de débroussaillement dans le département sont définies dans un arrêté préfectoral du 29 mai 2015,, celles relatives à l'emploi du feu et au brûlage des déchets verts le sont dans un arrêté permanent du 24 mai 2015,.

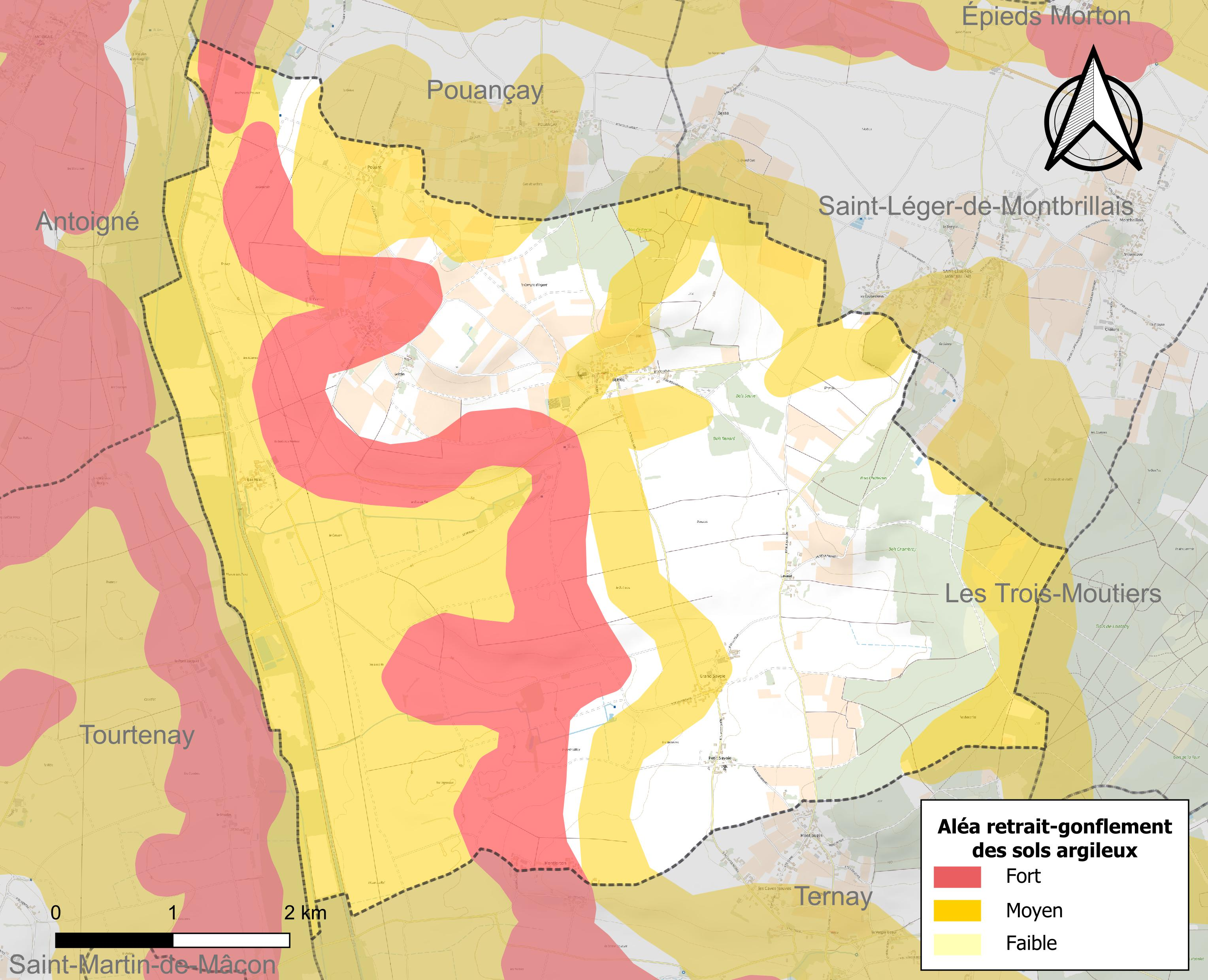
Carte des zones d'aléa retrait-gonflement des sols argileux de Berrie.

Les mouvements de terrains susceptibles de se produire sur la commune sont des affaissements et effondrements liés aux cavités souterraines (hors mines) et des tassements différentiels. Afin de mieux appréhender le risque d’affaissement de terrain, un inventaire national permet de localiser les éventuelles cavités souterraines sur la commune. Le retrait-gonflement des sols argileux est susceptible d'engendrer des dommages importants aux bâtiments en cas d’alternance de périodes de sécheresse et de pluie. 63,8 % de la superficie communale est en aléa moyen ou fort (79,5 % au niveau départemental et 48,5 % au niveau national). Depuis le 1er octobre 2020, en application de la loi ÉLAN, différentes contraintes s'imposent aux vendeurs, maîtres d'ouvrages ou constructeurs de biens situés dans une zone classée en aléa moyen ou fort,.
La commune a été reconnue en état de catastrophe naturelle au titre des dommages causés par des mouvements de terrain en 1999, 2010 et 2013.

## Toponymie
Le nom du village dériverait de Beranger ou Berranger, le nom des premiers seigneurs de Berrye.

## Histoire
Au XIe siècle Centule de Berrie est Seigneur de Berrie. Son fils Pierre époux de Sarazine lui a succédé. Vers 1200 Isabelle de Berrie épouse Hugues d'Amboise.

## Politique et administration

### Liste des maires
| Période                                  | Période  | Identité     | Étiquette | Qualité |
| ---------------------------------------- | -------- | ------------ | --------- | ------- |
| Les données manquantes sont à compléter. |          |              |           |         |
| mars 2001                                | En cours | Michel Suire | DVD       |         |

### Instances judiciaires et administratives
La commune relève du tribunal d'instance de Poitiers, du tribunal de grande instance de Poitiers, de la cour d'appel  Poitiers, du tribunal pour enfants de Poitiers, du conseil de prud'hommes de Poitiers, du tribunal de commerce de Poitiers, du tribunal administratif de Poitiers et de la cour administrative d'appel  de  Bordeaux, du tribunal des pensions de Poitiers, du tribunal des affaires de la Sécurité sociale de la Vienne, de la cour d’assises de la Vienne.

## Démographie
L'évolution du nombre d'habitants est connue à travers les recensements de la population effectués dans la commune depuis 1793. Pour les communes de moins de 10 000 habitants, une enquête de recensement portant sur toute la population est réalisée tous les cinq ans, les populations de référence des années intermédiaires étant quant à elles estimées par interpolation ou extrapolation. Pour la commune, le premier recensement exhaustif entrant dans le cadre du nouveau dispositif a été réalisé en 2004.

En 2022, la commune comptait 253 habitants, en évolution de −3,8 % par rapport à 2016 (Vienne : +0,6 %, France hors Mayotte : +2,11 %).
| 1793 | 1800 | 1806 | 1821 | 1831 | 1836 | 1841 | 1846 | 1851 |
| ---- | ---- | ---- | ---- | ---- | ---- | ---- | ---- | ---- |
| 638  | 634  | 708  | 706  | 732  | 670  | 703  | 692  | 687  |

| 1856 | 1861 | 1866 | 1872 | 1876 | 1881 | 1886 | 1891 | 1896 |
| ---- | ---- | ---- | ---- | ---- | ---- | ---- | ---- | ---- |
| 662  | 641  | 640  | 610  | 596  | 568  | 600  | 587  | 618  |

| 1901 | 1906 | 1911 | 1921 | 1926 | 1931 | 1936 | 1946 | 1954 |
| ---- | ---- | ---- | ---- | ---- | ---- | ---- | ---- | ---- |
| 569  | 542  | 575  | 465  | 444  | 429  | 412  | 409  | 380  |

| 1962 | 1968 | 1975 | 1982 | 1990 | 1999 | 2004 | 2006 | 2009 |
| ---- | ---- | ---- | ---- | ---- | ---- | ---- | ---- | ---- |
| 377  | 362  | 304  | 285  | 264  | 266  | 268  | 261  | 263  |

| 2014 | 2019 | 2022 | - | - | - | - | - | - |
| ---- | ---- | ---- | - | - | - | - | - | - |
| 257  | 259  | 253  | - | - | - | - | - | - |

En 2008,selon l'Insee, la densité de population de la commune était de 16 hab./km2, 61 hab./km2 pour le département, 68 hab./km2 pour la région Poitou-Charentes et 115 hab./km2en France.

## Économie
Selon la direction régionale de l'Alimentation, de l'Agriculture et de la Forêt de Poitou-Charentes, il n'y a plus que 15 exploitations agricoles en 2010 contre 20 en 2000.
Les surfaces agricoles utilisées ont très légèrement augmenté et sont passées de 1 118 hectares en 2000 à 1 186 hectares en 2010. Ces chiffres indiquent une concentration des terres sur un nombre plus faible d’exploitations. Cette tendance est conforme à l’évolution  constatée sur tout le département de la Vienne puisque de 2000 à 2007, chaque exploitation a gagné en moyenne 20 hectares.
59 % des surfaces agricoles sont destinées à la culture des céréales (blé tendre essentiellement mais aussi orges et maïs) et 17 % pour les oléagineux (tournesol). En 2010, 63 hectares(92 en 2000) sont consacrés à la vigne. Le vignoble se répartit sur 9 exploitations (15 en 2000).
Le bourg de Berrie est connu pour son vin, d'AOC saumur. Il existe également une minoterie, basée dans le hameau du Bas-Nueil.

## Culture locale et patrimoine

### Lieux et monuments
- Le château de Berrie ou de Berrye date du XIIe siècle. Le château a été en partie démoli au XXe siècle. Toutefois, il dresse encore son altière silhouette sur un plateau ceint de fossés taillés dans le rocher. Mentionné dès le XIe siècle, il dépendait de Loudun et sera successivement aux mains des seigneurs d'Amboise en 1274 puis au milieu du XVe siècle des La Trémoille. Par achat, la seigneurie échoit aux Dreux-Brezé en 1695 qui conserveront le château jusqu'à la fin du XIXe siècle. Le château consiste en divers corps de bâtiment s'appuyant contre la muraille. Cette dernière adopte un plan circulaire. On distingue une haute et une basse cours séparées par un imposant corps de logis. Chacune des cours est accessible par une porte. L'entrée de la haute cour n'existe plus. Mais l'entrée de la deuxième cour a conservé son châtelet. Une chapelle accostée à la courtine fut édifiée au XIIIe siècle et renferme des peintures murales du bas Moyen Âge. Le logis semble être l'élément le plus ancien du château et pourrait dater du XIIe siècle. Ses parties supérieures ont été refaites au XIXe siècle mais il conserve deux belles salles voutées en plein cintre. Le château possède une vaste cave hypostyle en rotonde. Les douves sèches ouvrent, aussi, sur des caves monumentales.
- Le manoir de Savoie. L'édifice est inscrit comme monument historique depuis 1931.
- Le prieuré de Bas-Nueil dont le sol a été classé monument historique en 1988.
- Selon l'inventaire des arbres remarquables de Poitou-Charentes[33], il y a deux arbres remarquables sur la commune : un chêne chevelu et un saule blanc.
- Église de l'Immaculée-Conception de Berrie.

## Héraldique
| Blason à dessiner | Blason  | D'azur au chevronnel d'or accompagné, en chef, de deux épis de blé du même posés en chevron renversé à dextre, d'une grappe de raisin d'or tigée et feuillée au naturel à senestre et, en pointe, d'une fleur de tournesol au naturel. |
| Blason à dessiner | Détails | Le statut officiel du blason reste à déterminer. |